# Gambara (by)
Gambara er en italiensk by (og kommune) i regionen Lombardiet i Italien, med omkring 4.524(2023) indbyggere.